# Deutschland, gib mir ein Mic
Deutschland, gib mir ein Mic to czternasta płyta rapera Bushido.
CD1:
1. Intro Live-Cd Bushido 2006
2. Endgegner
3. Skit 01
4. Staatsfeind Nr.1
5. Skit 02
6. Ab 18
7. Skit 03
8. Ersguterjunge
9. Skit 04
10. Ghettorap Hin, Ghettorap Her
11. Fickdeinemutterslang
12. Denk An Mich
13. Skit 05
14. Augenblick
15. Skit 06
16. Electrofaust
17. Typisch Ich
18. Hymne Der Strasse
19. Skit 07
20. Träume Im Dunkeln
21. Sieh In Meine Augen
22. Skit 08
23. Berlin
24. Nie Wieder
25. Skit 09

CD2:
1. Skit 10
2. Wenn Wir Kommen
3. Gemein Wie 10
4. Skit 11
5. Der Sandmann
6. Skit 12
7. Mein Leben Lang
8. Skit 13
9. Nie Ein Rapper
10. Skit 14
11. Cordonsport Massenmord
12. Bei Nacht
13. Skit 15
14. Besoffene Kinder
15. Gemein Wie 100
16. Skit 16
17. Outro
18. Berlin/Denk An Mich (video)